# Roger DeCoster
Pour les articles homonymes, voir De Coster.
Roger DeCoster, né le 28 août 1944 à Uccle, est un pilote belge de motocross.
Il est champion du monde des 500 cm3 en 1971, 1972, 1973, 1975 et 1976, chaque fois sur Suzuki. Six fois dans l’équipe belge gagnante au Motocross des nations et dix fois vainqueur au Trophée des nations. Par la suite, devenu manager, il mena l’équipe américaine à de nombreuses victoires au Motocross des nations.
À l'issue de sa carrière sportive, il devient manager du « Team Honda » aux États-Unis, puis du « Team American Suzuki ». À ce poste, il obtient de multiples titres de champion des États-Unis, tant en supercross, qu'en motocross, avec Johnny O'Mara, David Bailey, Ricky Johnson (en), Jeff Stanton, Greg Albertyn, Travis Pastrana, Ricky Carmichael et le pilote français, Jean-Michel Bayle.
En septembre 2010, nouveau tournant dans sa carrière. Roger DeCoster rejoint en tant que manager le "team Red Bull KTM" aux États-Unis.

## Palmarès
- Champion du monde 500 cm3 en 1971, 1972, 1973, 1975 et 1976 sur Suzuki
- 3e au championnat du monde 500 cm3 en 1970, 1978
- 9 fois champion de Belgique MX
- 4 fois champion des séries américaines Trans-AMA
- 10 fois consécutives vainqueur du Trophée des nations
- Médaille d'or des 6 jours de Erfurt
- Vainqueur du Motocross des nations en 1969, 1972, 1973, 1976, 1977 et 1979

## Distinctions
- Lauréat du Trophée national du Mérite sportif en 1973
- Motorsports Hall of Fame of America en 1994
- Edison Dye (ca) Lifetime Achievement Award en 1997
- Motorcycle Hall of Fame en 1999
- FIM Legends (ca) en 2010